# Heisuke Hironaka
Heisuke Hironaka (japonsky:広中 平祐; * 9. duben 1931, Iwakuni, prefektura Jamaguči, Japonsko) je japonský matematik známý především díky práci v algebraické geometrii. V roce 1970 dostal Fieldsovu medaili.